# NGC 5513
NGC 5513 ist eine 12,9 mag helle linsenförmige Galaxie vom Hubble-Typ S0 im Sternbild Bärenhüter und etwa 225 Millionen Lichtjahre von der Milchstraße entfernt.
Sie wurde am 20. April 1792 von Wilhelm Herschel mit einem 18,7-Zoll-Spiegelteleskop entdeckt, der sie dabei mit „pB, pL, iF“ beschrieb.